# République du Cameroun (1960-1961)
1er janvier 1960 – 1er octobre 1961
(1 an et 9 mois)
Entités précédentes :
- Cameroun français

Entités suivantes :
- Cameroun

La république du Cameroun est un État éphémère d'Afrique centrale issu de l'indépendance du Cameroun français, le 1er janvier 1960. Elle a existé jusqu'au 1er octobre 1961, date à laquelle elle est devenue la république fédérale du Cameroun par association avec le Cameroun méridional (partie sud du Cameroun britannique).

## Histoire
Le 1er janvier 1960, le pays accède à l'indépendance. Le 21 février 1960, un projet de constitution est soumis à un référendum. Inspirée de la Constitution française du 4 octobre 1958, elle est adoptée à près de 60 % et promulguée le 4 mars 1960. Durant le même mois, la république est proclamée. Le 5 mai 1960, Ahmadou Ahidjo est élu président de la République et Charles Assalé Premier ministre. Le 20 septembre 1960, le pays devient un État membre de l'Organisation des Nations unies (ONU). Le 1er octobre 1961, à la suite d'un référendum, le pays fusionne avec le Cameroun méridional pour former une république fédérale.

## Politique

### Gouvernement
Le gouvernement constitué le 17 mai 1960 est composé comme suit :
- Premier ministre : Charles Assalé
- Ministre chargé de l'Intérieur : Arouna Njoya
- Ministre chargé de la santé publique : Pierre Kamdem Ninyim
- Finances : Charles Onana Awana
- Affaires étrangères : Charles Okala
- Économie nationale : Germain Tsalla Mekongo
- Travaux publics et transports : Sanda Oumarou
- Forces armées : Jean-Baptiste Mabaya
- Postes et télécomunications : Jen Akassou
- Travail et lois sociales : Jean Pierre Wandji Nkuimy
- Fonction publique : Eli Tchoungui
- Secrétaire d’Etat à la présidence du conseil chargé de l’information : Sadou Daoudou
- Secrétaire d’Etat à l’éducation nationale chargé de l’enseignement technique, de la jeunesse et des sports : Gabriel Ndibo Mbarsola
- Secrétaire d’Etat à l’économie nationale chargé de l’élevage : Philippe AChingui
- Secrétaire d’Etat à l’économie nationale chargé de la production rurale : Paul Amougou Nguele
- Secrétaire d’Etat au commerce et à l’industrie : Yrima Mohaman Lamine

## Symboles nationaux

### Drapeau
Le drapeau de la République du Cameroun est un tricolore vert, rouge et jaune avec trois bandes verticales de dimensions égales.

### Hymne national
L'hymne national de la République du Cameroun est : « Ô Cameroun, berceau de nos ancêtres ».

### Langue officielle
La langue officielle est le français.